# Odontophrynus barrioi
Odontophrynus barrioi är en groddjursart som beskrevs av Cei, Ruiz och Beçak 1982. Odontophrynus barrioi ingår i släktet Odontophrynus och familjen Cycloramphidae. IUCN kategoriserar arten globalt som otillräckligt studerad. Inga underarter finns listade i Catalogue of Life.